# Алесандро Фарнезе (1635 – 1689)
Вижте пояснителната страница за други личности с името Алесандро Фарнезе.
Алесандро Фарнезе (на италиански: Alessandro Farnese; Alessandro di Odoardo; * 10 януари 1635, Парма, Херцогство Парма и Пиаченца; † 18 февруари 1689, Мадрид, Кралство Испания) от рода Фарнезе е принц на Парма и Пиаченца, управител на Испанска Нидерландия (1678 – 1682), вицекрал на Навара, вицекрал на Каталония.

## Произход
Той е вторият син на Одоардо I Фарнезе (* 1612, † 1646), херцог на Парма и Пиаченца, и на съпругата му Маргарита де  Медичи (* 1612, † 1679). По бащина линия е внук на, а по майчина – на великия херцог Козимо II де Медичи и на Мария Магдалена Австрийска. Има четири братя и три сестри: 
- Катерина (* 1629, † 1629)
- Ранучо II (* 1630; † 1694), херцог на Парма и Пиаченца, съпруг на Маргарита Виоланта Савойска, Изабела д’Есте и Мария д’Есте
- Орацио (* 1636, † 1656), генерал на Венецианските рицари, неженен
- Мария Катерина (* 1637, † 1684), монахиня
- Мария Магдалена (* 1638, † 1693), неомъжена
- Пиетро (* 1639; † 1677), неженен
- Отавио (*/†1641)

Наричан е още Алесандро ди Одоардо Фарнезе, за да се избегне объркване с прадядо му Алесандро Фарнезе.

## Биография

### Начало на военна и политическа кариера
Заради напрежението между Пармското херцогство и Светия престол по въпроса за Херцогство Кастро Алесандро не може да започне църковна кариера и, заедно с брат си Орацио, получава военно образование. Когато Орацио е назначен за генерал на Венецианската република (1653), херцог Ранучо II води безуспешни преговори с Филип IV Испански за назначение на Алесандро в съответствие с неговия ранг.

### Първи стъпки и разочарования
След смъртта на брат му Орацио през 1656 г. Алесандро наследява позицията му на генерал и заминава за Венеция, откъдето отплава за Далмация. По време на пътуването се сблъсква с Джузепе Кастели – беглец от родния си град, който става негов приближен и бъдещ биограф. Липсата на успех в кампанията в Далмация го кара да се оттегли и да се върне в Парма, където брат му Ранучо II отново настоява за испанска подкрепа. През 1660 г. Алесандро подготвя пътуване из Европа, преди да се установи в Мадрид, подкрепен от брат си с необходимите средства.
Той пътува през Франция, където печели вниманието на Луи XIV и кралица Мария Тереза, участва в церемонии и създава контакти с висшата аристокрация. През май 1661 г. е в Лондон за коронацията на Чарлз II. След това се завръща във Франция, където театралната му трупа от италиански комици получава висока оценка.

### Военна кариера в Испания
През декември 1661 г. заминава за Мадрид. Въпреки тържественото му посрещане назначението му отнема време. Испания е във война с Португалия и Алесандро настоява да демонстрира военни умения. През юни 1662 г. пътува до Естремадура, но заболяване го задържа до октомври.
След възстановяването си Алесандро се присъединява към армията на дон Хуан Австрийски и участва в битката при Евора (8 юни 1663). В резултат кралят му присъжда генералски чин, който официално приема през ноември 1664 г. Въпреки това Алесандро подхожда към войната с личен стил – храбър на бойното поле, но пренебрегващ дисциплината.

### Скандал в Естремадура
Както и в двора, така и на военната сцена основната грижа на Алесандро е показността – да изтъкне високото си положение чрез разточителни харчове, удобства и луксозен живот. Докато се отдава на любимото си забавление – театъра в Естремадура, той попада на младата актриса Мария де Лао и Карийо от Касерес, известна по онова време куртизанка, в която се влюбва до полуда. Въпреки обществените предразсъдъци и спорадичните му връзки с други жени от същото съсловие Алесандро остава трайно обвързан с нея до края на живота си. Тя му ражда четири деца – двама сина, наречени с името „Алесандро“ (първият от които трагично почива през 1666 г. от мозъчна травма след случайно падане пред очите на баща си) и две дъщери – Маргарита и Катерина, които от ранна възраст са изпратени в манастира „Сан Пиетро“ в Парма.

### Алесандро Фарнезе между любовта и империята
Алесандро предизвиква тревога у придворния Лампуняни, който с писма бомбардира херцог Ранучо II, алармирайки го, че принцът прекарва повече време с Мария де Лао-и-Карийо, отколкото със своите офицери. Клюките рисуват разпуснатия живот на Алесандро, а страхът, че слуховете ще стигнат до краля, е реален.
През януари 1665 г. Филип IV нарежда Карийо да бъде насилствено настанена в манастир в Касерес, като запази имуществото си и достъпа до Алесандро. Но принцът не се подчинява – чрез убедителна маневра пред епископа тя е преместена уж за покаяние в Мадрид, а в действителност тайно отвлечена и върната при него. През юли двамата се появяват публично в Бадахос, където тя подписва документи като „Мария де Лао Фарнезе“. В отговор кралят лишава Алесандро от командването и го замества с Кореа. Обиден, Алесандро обмисля оттегляне, но брат му Ранучо го убеждава да остане в служба. През февруари 1665 г. той се връща на фронта, където се проваля при атаката над Валенсия д'Алкантара заради липсата на подкрепа от пехотата, която не го обича.
През юни той повежда кавалерията си срещу английски наемници и лично удря с меча си ген. Ф. А. Шомберг – считан за убит, факт, който временно реабилитира репутацията на Алесандро.
След смъртта на Филип IV регентката Мариана Австрийска назначава Алесандро за генерал на кавалерията в Естремадура (1666). Кампанията обаче е слаба, с дребни схватки. През 1668 г. мирът признава португалската независимост.
Алесандро се премества в Мадрид с метресата си Карийо, където получава временна длъжност като вицекрал на Навара. През 1676 г. Шарл II го назначава за вицекрал на Каталония. Пренебрегвайки гражданската администрация, той се съсредоточава върху отбраната срещу френските претенции. През май 1677 г. води войска към Русийон, но поради дипломатически съображения е отстранен от поста.
Животът му става още по-бурен – към затлъстяването и болезнената му подагра се добавят и дълговете му на стойност 33 506 дублона с годишна лихва от 12%. През 1678 г. той отказва длъжността морски генерал. Получава Ордена на Златното руно, но веднага залага огърлицата за пари в брой.

### Губернатор на Нидерландия
След дълги усилия, през април 1680 г. абат Ридолфи успява да уреди назначението му за губернатор на Нидерландия. Когато Алесандро пристига във Фландрия, новият му пост предизвиква недоволство сред местните поради „разточителство, титулуване и привилегии“. Ридолфи моли Ранучо II да убеди брат си да сведе публичния скандал до минимум.
Когато политическите ходове изглеждат обречени, Ридолфи предвижда, че Алесандро може да бъде изпратен като морски генерал – пост, който вече е отказал, само за да бъде „отстранен от Фландрия и да бъде запазена честта на фамилията. Този път Алесандро целенасочено прикрива връзката си с Мария Карийо, като я урежда с удобен брак с кралския секретар Фелиз де Гия. Отказва категорично да приеме титлата „Превъзходителство“ и на 14 декември лично пише на брат си Ранучо II, заявявайки, че предпочита да се оттегли, отколкото да понесе толкова несправедливо унижение за дом Фарнезе.
В началото щатите в Брюксел го посрещат благосклонно и му даряват 25 000 флорина, но Алесандро, обсебен от представата за славата на предшественика си, не осъзнава, че се намира в страна, изтощена от конфликти и управленски хаос. Поведението му – военно и сурово, примесено с показна суета и протекционизъм, настройва срещу него и фламандската партия, и испанските бюрократи, които се обединяват в опозиция.
Военният му подход надделява над политическата логика – той договаря търговско споразумение със Съединените провинции, предоставящо преференции за техния износ, в замяна на войски. Вредите за местната икономика са незабавни. Планът за нови милиции пропада заради липса на средства, както и реформата на администрацията. Амбициозен проект за корабен канал между Остенде и Антверпен е осуетен от съпротивата на Брюге. А арестът на представител на корпорацията на градинарите  предизвиква почти въстание и налага амнистия.
Алесандро усеща, че губи подкрепата на испанския двор и изпраща оправдателни документи до Ранучо II, обвинявайки местните власти в анархия. Но брат му остава пасивен, като продължава да му изпраща субсидии. Разходите му растат безконтролно: дворното му обкръжение прилича на царско, с италиански фаворити, театрални постановки и приятели, които го съсипват.
За да избегне поредна унизителна оставка, Шарл II поставя до него маркиз Грана като командир на армията. На 1 април, в опит да се измъкне от кредиторите, Алесандро напуска Брюксел, придружен от сина си Алесандро. В Нидерландия успява да възроди единствено училището по езда и фехтовка.

### Финансов колапс и смърт
Алесандро се появява отново в Пиаченца и поверява сина си Алесандро на грижите на брат си Ранучо II. Преди да го застигнат дълговите документи, приема предложение от Венецианската република и става генерал от пехотата в армията на Франческо Морозини, воюваща за Мореа.
Ранучо II е залят от писма от кредитори и изоставени служители. Без средства да погаси задълженията си – цели 233 630 флорина – по нареждане на маркиз Грана банкерът А. Зети от Антверпен организира публичен търг на имущество – операция, разтеглена в Брюксел с години поради огромния брой вещи и претенции. В Италия стигат само гоблените и част от спалното бельо на Алесандро, но Ранучо II не се оплаква, съсредоточен върху завръщането на брат си в Испания.
През 1687 г. Алесандро напуска Венеция, която го удостоява с медал, и се завръща в Мадрид, следван от граф Гаспаре Скоти, чиято задача е да уреди политическите спорове и осигури на Алесандро достойна длъжност. Така принцът приема званието „морски генерал“, става държавен съветник и благородник в кралската камера.
Кралица Мария Луиза Орлеанска планира брак за Алесандро, но Ранучо II я убеждава да се въздържи, за да не се възродят старите слухове. Самият Алесандро не желае сватба: връзката му с Мария Карийо е възобновена и затвърдена завинаги. Лишен от лични вещи и принуден да вземе дори сребърните прибори на брат си, той бързо натрупва нови дългове и оформя нова лична свита – дворецът му в Мадрид, нает от генуезеца Джустиниани, се изпълва с италиански и испански слуги, два чернокожи християнски роби от Лисабон и колекция от картини, включително „Рождество Христово“ от Караваджо.
През декември 1688 г. здравето му се влошава. Болестта изглежда лека, но треската продължава. Алесандро пише завещание, обявява брат си за наследник, поверява му децата и слугите си, и го умолява да изплати дълговете му. След 80-дневно страдание, на 11 февруари 1689 г., той умира от вероятен менингит. Погребан е тайно в параклиса на Дева Мария от Капокавана – церемония без блясък, на която присъства само принц Винченцо Гонзага.
Отново Ранучо II е този, който плаща – продава наследството и уволнява почти всички слуги. Заедно със сина на Алесандро, Алесандро, се сблъсква с продължителни съдебни дела срещу семейството на Карийо за недвижими имоти и дългове, уреждани чрез „алименти“.
Испанците вероятно са щели да почетат Алесандро по-величествено, ако не е била неочакваната смърт на кралица Мария Луиза. Самият Ранучо II е щял да е по-малко усърден с кредиторите, ако не е планирал да ожени дъщеря си Маргарита за испанския крал – намерение, което се проваля, тъй като кралят избира друга жена.
Споменът за Алесандро Фарнезе остава жив дълго след смъртта му – както и дълговете му. Чак през март 1723 г. един от бившите му служители е извикан в съда, за да се закълне, че принцът наистина е починал през 1689 г.
Алесандро Фарнезе не се равнява на херцог Алесандро, както би му се искало, защото е твърде обсебен от помпозността и външния вид на века, в който живее, който обаче, именно поради тази причина, го познава като един от най-забележителните членове на херцогския дом на Парма и Пиаченца. Като доказателство за това има множество поетични съчинения, посветени на него.

## Брак и потомство
От метресата си Мария де Лао и Карийо, актриса, има двама извънбрачни сина и две извънбрачни дъщери:
- Алесандро Одоардо Фарнезе (* 12 април 1663; † 21 май 1666)
- Алесандро Мария Фарнезе (* 30 октомври 1664; † 28 септември 1726), полковник на испанската войска от 15 февруари 1681 до 1 ноември 1682, умира в затвора на Парма
- Маргерита Фарнезе (* 5 юни 1665; † ноември 1718), монахиня в Парма
- Катерина Фарнезе (* 19 септември 1666; † 27 декември 1741), монахиня в Парма